# Eunice fuscafasciata
Eunice fuscafasciata är en ringmaskart som först beskrevs av Treadwell 1922.  Eunice fuscafasciata ingår i släktet Eunice och familjen Eunicidae. Inga underarter finns listade i Catalogue of Life.